# Erica Gavin
Erica Gavin (nacida como Donna Graff; 22 de julio de 1947) es una actriz de cine estadounidense conocida sobre todo por interpretar el papel principal en la película de Russ Meyer de 1968 Vixen!

## Primeros años
Gavin nació en Los Ángeles, California. A los 19 años, trabajó como bailarina en topless en Hollywood con otras dos futuras estrellas de Russ Meyer, Haji y Tura Satana. Mientras esperaba en la consulta de un dentista, vio un anuncio en Variety para que las chicas se presentaran al casting de la nueva película de Russ Meyer, Vixen! Se presentó al casting y consiguió el papel, que la lanzó al estrellato en películas independientes de bajo presupuesto, incorrectamente llamadas películas "B", que se refieren a un tipo de películas realizadas durante la era de los estudios.

## Carrera
Después de Vixen!, Gavin apareció en otra película de Russ Meyer, Beyond the Valley of the Dolls, escrita por el famoso crítico de cine Roger Ebert. También apareció en la película de Jonathan Demme sobre mujeres en prisión Caged Heat.

## Vida personal
Gavin actualmente[¿cuándo?] reside en Los Ángeles, California, donde trabaja como estilista y, ocasionalmente, hace apariciones en convenciones de recuerdos cinematográficos. En una entrevista de 2006 declaró que es bisexual.

## Filmografía
- Initiation (1968) - Jan
- Vixen! (1968) - Vixen Palmer
- Beyond the Valley of the Dolls (1970) - Roxanne
- Erika's Hot Summer (1971) - Erika
- Godmonster of Indian Flats (1973) - Chica en el bar
- Caged Heat (1974) - Jacqueline Wilson
- 3 Stories About Evil (2008) - Mrs. Harris